# 阿热勒托别镇
阿热勒托别镇，是中华人民共和国新疆维吾尔自治区伊犁哈萨克自治州新源县下辖的一个乡镇级行政单位。

## 行政区划
阿热勒托别镇下辖以下地区：
红星社区、沙哈吾特克勒村、哈拉西克村、喀拉苏村、喀拉布拉克村、喀拉盖勒苏村、玉什开普台尔村和良繁场。